# Championnat du monde junior de hockey sur glace 2007
Navigation
Édition précédente Édition suivante
Le championnat du monde junior de hockey sur glace 2007 s'est tenu à Mora et Leksand en Suède du 26 décembre 2006 au 5 janvier 2007. Les patinoires dans lesquelles se déroulèrent les matchs furent : FM Mattsson Arena (Mora) et Ejendals Arena (Leksand).

## Présentation
La Suède fut l'hôte du tournoi pour la cinquième fois de son histoire. Les éditions précédentes eurent lieu en 1979, 1984, 1993 et 2000. Lors de la première journée de compétition, l'Allemagne battit les États-Unis au compte de 2-1 en prolongation et la Biélorussie triompha de la Finlande par la marque de 4-3. Sergei Kostitsyn obtint 2 points dont 1 but en désavantage numérique et Mikhail Stefanovich obtint 3 points dont 2 buts. Le Canada blanchit la Suède 2-0 en marquant deux fois en avantage numérique et le gardien de but canadien Carey Price obtint un jeu blanc en repoussant les 31 lancers dirigés contre lui.

## Résultats des championnats du monde

### Tour préliminaire
Un nouveau système fut instauré pour l'édition 2007 du Championnat du monde junior de hockey, utilisant une période de prolongation et une période de tirs de barrage durant le tournoi à la ronde. Les équipes obtiennent 3 points pour une victoire en temps règlementaire (V), 2 points pour une victoire en période de prolongation ou en tirs de barrage (VP), 1 point pour une défaite en période de prolongation ou en tirs de barrage (DP) et 0 point pour une défaite en temps règlementaire.
- Règlements en période de prolongation :
  - Matchs du tournoi à la ronde : si un match disputé durant le tournoi à la ronde est égalisé après la période de jeu règlementaire, les deux équipes jouent une période de prolongation dite de « mort-subite » à 4-contre-4 durant cinq minutes. Si la partie demeure égalisée, une série de tirs de barrage à 3 joueurs est disputée afin de départager un vainqueur. Si la partie est toujours égalisée après que les trois tireurs se sont exécutés de chaque côté, une deuxième série de tirs de barrage, cette fois dite de « mort-subite », est disputée à 1 contre 1 de chaque côté jusqu'au moment de départager un vainqueur au compte final de la série de tirs de barrage.
  - Matchs en séries éliminatoires (exception faite de la finale) : si un match disputé durant le tournoi éliminatoire est égalisé après la période de jeu règlementaire, les deux équipes jouent une période de prolongation dite de « mort subite » à 4-contre-4 durant dix minutes. Si la partie demeure égalisée, les procédures conventionnelles concernant la série de tirs de barrage disputée durant le tournoi à la ronde demeurent en vigueur (voir plus haut).
  - Finale : si un match disputé durant le tournoi éliminatoire est égalisé après la période de jeu règlementaire, les deux équipes jouent une période de prolongation dite de « mort subite » à 4-contre-4 durant 20 minutes. Si la partie demeure égalisée, les procédures conventionnelles concernant la période de tirs en barrage disputée durant le tournoi à la ronde demeurent en vigueur (voir plus-haut).

#### Groupe A
- Pour le classement: PJ : parties jouées, V : victoires, D : défaites, VP : victoires après prolongation, DP : défaites après prolongation BP : buts pour, BC : buts contre, Pts : Points
- Pour les matchs: AN : avantage numérique, EN : égalité numérique, DN : désavantage numérique

| Équipe     | PJ | V | D | VP | DP | BP | BC | Pts |
| ---------- | -- | - | - | -- | -- | -- | -- | --- |
| Canada     | 4  | 4 | 0 | 0  | 0  | 14 | 4  | 12  |
| Suède      | 4  | 2 | 1 | 0  | 1  | 11 | 9  | 7   |
| États-Unis | 4  | 1 | 1 | 1  | 1  | 13 | 11 | 6   |
| Allemagne  | 4  | 1 | 2 | 1  | 0  | 8  | 9  | 5   |
| Slovaquie  | 4  | 0 | 4 | 0  | 0  | 6  | 19 | 0   |

Toutes les heures sont indiquées en heure locale (UTC +1)
| 26 décembre 2006 | Allemagne | 2-1 (pr) | États-Unis | Ejendals Arena |

| Feuille de match | Feuille de match                         | Feuille de match | Feuille de match      | Feuille de match |
| ---------------- | ---------------------------------------- | ---------------- | --------------------- | ---------------- |
|                  | C. Giebe 13:45 (AN) M. Müller 61:51 (BP) |                  | P. Mueller 48:56 (AN) |                  |
|                  |                                          |                  |                       |                  |
|                  |                                          |                  |                       |                  |
|                  |                                          |                  |                       |                  |

| 26 décembre 2006 | Suède | 0-2 | Canada | Ejendals Arena |

| Feuille de match | Feuille de match | Feuille de match | Feuille de match                             | Feuille de match |
| ---------------- | ---------------- | ---------------- | -------------------------------------------- | ---------------- |
|                  |                  |                  | L. Bourdon 14:22 (AN) B. Marchand 19:12 (AN) |                  |
|                  |                  |                  |                                              |                  |
|                  |                  |                  |                                              |                  |
|                  |                  |                  |                                              |                  |

| 27 décembre 2006 | Slovaquie | 2-4 | Allemagne | Ejendals Arena |

| Feuille de match | Feuille de match                          | Feuille de match | Feuille de match                                                     | Feuille de match |
| ---------------- | ----------------------------------------- | ---------------- | -------------------------------------------------------------------- | ---------------- |
|                  | J. Mikúš 11:52 (AN) M. Korenko 25:41 (AN) |                  | F. Ondruska 3:08 F. Schütz 8:08 R. Kramer 43:23 C. Gawlik 44:13 (AN) |                  |
|                  |                                           |                  |                                                                      |                  |
|                  |                                           |                  |                                                                      |                  |
|                  |                                           |                  |                                                                      |                  |

| 27 décembre 2006 | Canada | 6-3 | États-Unis | FM Mattsson Arena |

| Feuille de match | Feuille de match                                                                                             | Feuille de match | Feuille de match                                 | Feuille de match |
| ---------------- | --- | ---------------- | ------------------------------------------------ | ---------------- |
|                  | S. Downie 14:43 T. Pyatt 17:33 (AN) J. Toews 21:55 (AN) J. Toews 49:13 (TP) D. Helm 58:17 D. Helm 59:03 (FD) |                  | E. Johnson 22:24 M. Carman 26:12 B. Sweatt 53:50 |                  |
|                  | |                  |                                                  |                  |
|                  | |                  |                                                  |                  |
|                  | |                  |                                                  |                  |

| 28 décembre 2006 | Slovaquie | 3-6 | Suède | FM Mattsson Arena |

| Feuille de match | Feuille de match                                          | Feuille de match | Feuille de match | Feuille de match |
| ---------------- | --------------------------------------------------------- | ---------------- | --- | ---------------- |
|                  | V. Mihálik 15:13 O. Mikula 19:33 (AN) J. Mikúš 34:56 (AN) |                  | P. Berglund 4:42 L. Omark 16:59 N. Hjalmarsson 21:40 (AN) M. Johansson 44:15 (AN) P. Hörnqvist 48:41 R. Lindqvist 49:05 |                  |
|                  |                                                           |                  | |                  |
|                  |                                                           |                  | |                  |
|                  |                                                           |                  | |                  |

| 29 décembre 2006 | Allemagne | 1-3 | Canada | Ejendals Arena |

| Feuille de match | Feuille de match     | Feuille de match | Feuille de match                                       | Feuille de match |
| ---------------- | -------------------- | ---------------- | ------------------------------------------------------ | ---------------- |
|                  | F. Schütz 32:26 (AN) |                  | K. Russell 07:04 S. Downie 34:42 (AN) K. Russell 50:34 |                  |
|                  |                      |                  |                                                        |                  |
|                  |                      |                  |                                                        |                  |
|                  |                      |                  |                                                        |                  |

| 30 décembre 2006 | États-Unis | 6-1 | Slovaquie | Ejendals Arena |

| Feuille de match | Feuille de match                                                                                               | Feuille de match | Feuille de match | Feuille de match |
| ---------------- | --- | ---------------- | ---------------- | ---------------- |
|                  | P. Kane 06:51 J. Johnson 14:45 (AN) P. Kane 24:15 E. Johnson 29:00 (AN) P. Mueller 41:36 J. van Riemsdyk 56:07 |                  | J. Mikus 49:46   |                  |
|                  | |                  |                  |                  |
|                  | |                  |                  |                  |
|                  | |                  |                  |                  |

| 30 décembre 2006 | Suède | 3-1 | Allemagne | FM Mattsson Arena |

| Feuille de match | Feuille de match                                                       | Feuille de match | Feuille de match       | Feuille de match |
| ---------------- | ---------------------------------------------------------------------- | ---------------- | ---------------------- | ---------------- |
|                  | R. Lindqvist 03:25 (PP) M. Isaksson 26:42 (ES) A. Sundström 52:05 (ES) |                  | C. Fischer 21:23 (PP2) |                  |
|                  |                                                                        |                  |                        |                  |
|                  |                                                                        |                  |                        |                  |
|                  |                                                                        |                  |                        |                  |

| 31 décembre 2006 | Canada | 3-0 | Slovaquie | Ejendals Arena |

| Feuille de match | Feuille de match                                            | Feuille de match | Feuille de match | Feuille de match |
| ---------------- | ----------------------------------------------------------- | ---------------- | ---------------- | ---------------- |
|                  | K. Russell 05:36 K. Russell 08:52 (AN) S. Downie 33:05 (AN) |                  |                  |                  |
|                  |                                                             |                  |                  |                  |
|                  |                                                             |                  |                  |                  |
|                  |                                                             |                  |                  |                  |

| 31 décembre 2006 | États-Unis | 3-2 (pr) | Suède | Ejendals Arena |

| Feuille de match | Feuille de match                                  | Feuille de match | Feuille de match                           | Feuille de match |
| ---------------- | ------------------------------------------------- | ---------------- | ------------------------------------------ | ---------------- |
|                  | P. Kane 31:50 R. Stoa 33:25 J. Johnson 63:16 (AN) |                  | A. Turesson 27:11 (DN) F. Pettersson 59:46 |                  |
|                  |                                                   |                  |                                            |                  |
|                  |                                                   |                  |                                            |                  |
|                  |                                                   |                  |                                            |                  |

#### Groupe B
- Nota:
  - Pour le classement: PJ : parties jouées, V : victoires, D : défaites, VP : victoires après prolongation, DP : défaites après prolongation BP : buts pour, BC : buts contre, Pts : Points
  - Pour les matchs: AN : avantage numérique, EN : égalité numérique, DN : désavantage numérique

| Équipe      | PJ | V | D | VP | DP | BP | BC | Pts |
| ----------- | -- | - | - | -- | -- | -- | -- | --- |
| Russie      | 4  | 4 | 0 | 0  | 0  | 20 | 3  | 12  |
| Finlande    | 4  | 2 | 2 | 0  | 0  | 13 | 11 | 6   |
| Tchéquie    | 4  | 2 | 2 | 0  | 0  | 10 | 12 | 6   |
| Suisse      | 4  | 1 | 3 | 0  | 0  | 6  | 15 | 3   |
| Biélorussie | 4  | 1 | 3 | 0  | 0  | 7  | 15 | 3   |

Toutes les heures sont indiquées en heure locale (UTC +1)
| 26 décembre 2006 | Biélorussie | 4-3 | Finlande | FM Mattsson Arena |

| Feuille de match | Feuille de match                                                                          | Feuille de match | Feuille de match                                               | Feuille de match |
| ---------------- | ----------------------------------------------------------------------------------------- | ---------------- | -------------------------------------------------------------- | ---------------- |
|                  | M. Stefanovich 06:45 (AN) Y. Ilin 45:20 (AN) S. Kostitsyn 48:18 (DN) M. Stefanovich 52:57 |                  | L. Komarov 19:57 (AN) M. Lehtonen 30:45 (AN) M. Lehtonen 59:27 |                  |
|                  |                                                                                           |                  |                                                                |                  |
|                  |                                                                                           |                  |                                                                |                  |
|                  |                                                                                           |                  |                                                                |                  |

| 26 décembre 2006 | Tchéquie | 2-3 | Russie | FM Mattsson Arena |

| Feuille de match | Feuille de match                            | Feuille de match | Feuille de match                                                | Feuille de match |
| ---------------- | ------------------------------------------- | ---------------- | --------------------------------------------------------------- | ---------------- |
|                  | T. Svoboda 10:05 (AN) V. Sobotka 55:38 (AN) |                  | A. Tcherepanov 22:01 (AN) A. Loguinov 23:43 A. Boumaguine 45:54 |                  |
|                  |                                             |                  |                                                                 |                  |
|                  |                                             |                  |                                                                 |                  |
|                  |                                             |                  |                                                                 |                  |

| 27 décembre 2006 | Suisse | 4-1 | Biélorussie | FM Mattsson Arena |

| Feuille de match | Feuille de match                                                     | Feuille de match | Feuille de match  | Feuille de match |
| ---------------- | -------------------------------------------------------------------- | ---------------- | ----------------- | ---------------- |
|                  | J. Simek 28:59 (DN) F. Lemm 29:31 Y. Weber 40:27 (AN) J. Simek 50:46 |                  | A.Stas 18:31 (DN) |                  |
|                  |                                                                      |                  |                   |                  |
|                  |                                                                      |                  |                   |                  |
|                  |                                                                      |                  |                   |                  |

| 28 décembre 2006 | Finlande | 6-2 | Tchéquie | FM Mattsson Arena |

| Feuille de match | Feuille de match                                                                                            | Feuille de match | Feuille de match                    | Feuille de match |
| ---------------- | --- | ---------------- | ----------------------------------- | ---------------- |
|                  | O. Osala 20:20 T. Laakso 22:03 M. Lehtonen 23:45 T. Laakso 47:17 (AN) L. Komarov 47:47 J. Enlund 52:21 (DN) |                  | V. Sobotka 12:39 (AN) T. Káňa 27:58 |                  |
|                  | |                  |                                     |                  |
|                  | |                  |                                     |                  |
|                  | |                  |                                     |                  |

| 28 décembre 2006 | Russie | 6-0 | Suisse | Ejendals Arena |

| Feuille de match | Feuille de match | Feuille de match | Feuille de match | Feuille de match |
| ---------------- | --- | ---------------- | ---------------- | ---------------- |
|                  | I. Zoubov 24:28 (AN) A. Boumaguine 35:01 (AN) I. Makarov 41:29 (IN) I. Riassenski 48:18 A. Anissimov 54:22 (AN) V. Voïnov 59:34 |                  |                  |                  |
|                  | |                  |                  |                  |
|                  | |                  |                  |                  |
|                  | |                  |                  |                  |

| 29 décembre 2006 | Biélorussie | 1-6 | Russie | FM Mattsson Arena |

| Feuille de match | Feuille de match | Feuille de match | Feuille de match | Feuille de match |
| ---------------- | ---------------- | ---------------- | --- | ---------------- |
|                  | A. Shurko 27:08  |                  | P. Valentenko 04:30 V. Bouravtchikov 12:37 A. Vassiounov 17:13 I. Moussatov 26:07 I. Riassenski 37:27 (SN) V. Bouravtchikov 55:16 |                  |
|                  |                  |                  | |                  |
|                  |                  |                  | |                  |
|                  |                  |                  | |                  |

| 30 décembre 2006 | Finlande | 4-0 | Suisse | FM Mattsson Arena |

| Feuille de match | Feuille de match                                                                    | Feuille de match | Feuille de match | Feuille de match |
| ---------------- | ----------------------------------------------------------------------------------- | ---------------- | ---------------- | ---------------- |
|                  | O. Osala 08:08 (AN) O. Osala 13:39 (AN) P. Lindgren 32:23 (AN) T. Laakso 59:00 (AN) |                  |                  |                  |
|                  |                                                                                     |                  |                  |                  |
|                  |                                                                                     |                  |                  |                  |
|                  |                                                                                     |                  |                  |                  |

| 30 décembre 2006 | Tchéquie | 2-1 | Biélorussie | Ejendals Arena |

| Feuille de match | Feuille de match                           | Feuille de match | Feuille de match | Feuille de match |
| ---------------- | ------------------------------------------ | ---------------- | ---------------- | ---------------- |
|                  | M. Frolik 17:29 (DN) T. Svoboda 46:38 (AN) |                  | E. Filin 38:01   |                  |
|                  |                                            |                  |                  |                  |
|                  |                                            |                  |                  |                  |
|                  |                                            |                  |                  |                  |

| 31 décembre 2006 | Russie | 5-0 | Finlande | FM Mattsson Arena |

| Feuille de match | Feuille de match                                                                                                 | Feuille de match | Feuille de match | Feuille de match |
| ---------------- | --- | ---------------- | ---------------- | ---------------- |
|                  | I. Zoubov 11:28 (AN) A. Tcherepanov 14:26 (AN) I. Zoubov 26:42 (AN) G. Tchourilov 30:19 A. Therepanov 47:01 (AN) |                  |                  |                  |
|                  | |                  |                  |                  |
|                  | |                  |                  |                  |
|                  | |                  |                  |                  |

| 31 décembre 2006 | Suisse | 2-4 | Tchéquie | FM Mattsson Arena |

| Feuille de match | Feuille de match                    | Feuille de match | Feuille de match                                                         | Feuille de match |
| ---------------- | ----------------------------------- | ---------------- | ------------------------------------------------------------------------ | ---------------- |
|                  | D. Burgler 19:51 A. Jacquemet 23:20 |                  | J. Voráček 02:09 (AN) T. Kana 04:52 J. Barton 17:16 M. Hanzal 45:03 (DN) |                  |
|                  |                                     |                  |                                                                          |                  |
|                  |                                     |                  |                                                                          |                  |
|                  |                                     |                  |                                                                          |                  |

### Poule de relégation
- Nota:
  - Pour le classement: PJ : parties jouées, V : victoires, D : défaites, VP : victoires après prolongation, DP : défaites après prolongation BP : buts pour, BC : buts contre, Pts : Points
  - Pour les matchs: AN : avantage numérique, EN : égalité numérique, DN : désavantage numérique

| Équipe      | PJ | V | D | VP | DP | BP | BC | Pts |
| ----------- | -- | - | - | -- | -- | -- | -- | --- |
| Suisse      | 3  | 3 | 0 | 0  | 0  | 11 | 5  | 9   |
| Slovaquie   | 3  | 1 | 2 | 0  | 0  | 12 | 6  | 3   |
| Allemagne   | 3  | 1 | 2 | 0  | 0  | 8  | 10 | 3   |
| Biélorussie | 3  | 1 | 2 | 0  | 0  | 4  | 14 | 3   |

Les résultats des matchs du tour préliminaire comptent pour le classement de la poule de relégation.
Toutes les heures sont indiquées en heure locale (UTC +1)
| 2 janvier 2007 | Suisse | 2-1 | Slovaquie | FM Mattsson Arena |

| Feuille de match | Feuille de match                            | Feuille de match | Feuille de match      | Feuille de match |
| ---------------- | ------------------------------------------- | ---------------- | --------------------- | ---------------- |
|                  | J. Steinmann 19:41 (AN) J. Simek 49:34 (AN) |                  | M. Korenko 28:10 (AN) |                  |
|                  |                                             |                  |                       |                  |
|                  |                                             |                  |                       |                  |
|                  |                                             |                  |                       |                  |

| 3 janvier 2007 | Allemagne | 1-3 | Biélorussie | FM Mattsson Arena |

| Feuille de match | Feuille de match     | Feuille de match | Feuille de match                                                | Feuille de match |
| ---------------- | -------------------- | ---------------- | --------------------------------------------------------------- | ---------------- |
|                  | F. Schütz 11:08 (AN) |                  | N. Komarov 35:56 M. Stefanovich 51:58 (AN) M. Stefanovich 59:17 |                  |
|                  |                      |                  |                                                                 |                  |
|                  |                      |                  |                                                                 |                  |
|                  |                      |                  |                                                                 |                  |

| 4 janvier 2007 | Slovaquie | 9-0 | Biélorussie | FM Mattsson Arena |

| Feuille de match | Feuille de match | Feuille de match | Feuille de match | Feuille de match |
| ---------------- | --- | ---------------- | ---------------- | ---------------- |
|                  | D. Buc 04:58 J. Mikus 12:06 (DN) M. Bartanus 14:21 (AN) T.Marcinko 29:03 (AN) J. Sinkovic 30:54 J. Mikus 32:01 (AN) T. Zaborsky 39:52 M. Bliznak 51:25 B. Konrad 59:33 (AN) |                  |                  |                  |
|                  | |                  |                  |                  |
|                  | |                  |                  |                  |
|                  | |                  |                  |                  |

| 4 janvier 2007 | Allemagne | 3-5 | Suisse | FM Mattsson Arena |

| Feuille de match | Feuille de match                               | Feuille de match | Feuille de match                                                                                | Feuille de match |
| ---------------- | ---------------------------------------------- | ---------------- | ----------------------------------------------------------------------------------------------- | ---------------- |
|                  | F. Schütz 05:48 F. Schütz 17:35 C. Braun 44:03 |                  | R. Grossmann 16:05 (AN) S. Friedli 18:13 J. Simek 22:57 (AN) A. Bykov 34:13 E. Froidevaux 55:41 |                  |
|                  |                                                |                  |                                                                                                 |                  |
|                  |                                                |                  |                                                                                                 |                  |
|                  |                                                |                  |                                                                                                 |                  |

### Tournoi final
Nota: PJ: A2 veut dire second du groupe A. Pour le score, TF veut dire tir de fusillade
|  | Quarts de finale | Quarts de finale | Quarts de finale | Quarts de finale |     |            | Demi-finales | Demi-finales | Demi-finales | Demi-finales |  |  | Finale | Finale | Finale | Finale |
|  |                  |                  |                  |                  |     |            |              |              |              |              |  |  |        |        |        |        |
|  |                  |                  |                  |                  |     |            |              |              |              |              |  |  |        |        |        |        |
|  |                  |                  |                  |                  |     |            |              |              |              |              |  |  |        |        |        |        |
|  | A2               | Suède            | 5                | 5                |     |            |              |              |              |              |  |  |        |        |        |        |
|  | A2               | Suède            | 5                | 5                |     |            |              |              |              |              |  |  |        |        |        |        |
|  | B3               | Tchéquie         | 1                | 1                |     |            |              |              |              |              |  |  |        |        |        |        |
|  | B3               | Tchéquie         | 1                | 1                | QF1 | Suède      | 2            | 2            |              |              |  |  |        |        |        |        |
|  |                  |                  |                  |                  | QF1 | Suède      | 2            | 2            |              |              |  |  |        |        |        |        |
|  |                  |                  | B1               | Russie           | 4   | 4          |              |              |              |              |  |  |        |        |        |        |
|  | B1               | Russie           | B1               | Russie           | 4   | 4          |              |              |              |              |  |  |        |        |        |        |
|  | B1               | Russie           |                  |                  |     |            |              |              |              |              |  |  |        |        |        |        |
|  |                  |                  |                  |                  |     |            |              |              |              |              |  |  |        |        |        |        |
|  | DF1              | Russie           | 2                | 2                |     |            |              |              |              |              |  |  |        |        |        |        |
|  | DF1              | Russie           | 2                | 2                |     |            |              |              |              |              |  |  |        |        |        |        |
|  |                  |                  | DF2              | Canada           | 4   | 4          |              |              |              |              |  |  |        |        |        |        |
|  | B2               | Finlande         | DF2              | Canada           | 4   | 4          | 3            | 3            |              |              |  |  |        |        |        |        |
|  | B2               | Finlande         |                  |                  |     |            |              |              |              |              |  |  |        |        |        |        |
|  | A3               | États-Unis       | 6                | 6                |     |            |              |              |              |              |  |  |        |        |        |        |
|  | A3               | États-Unis       | 6                | 6                | QF2 | États-Unis | 1            | 1            |              |              |  |  |        |        |        |        |
|  |                  |                  |                  |                  | QF2 | États-Unis | 1            | 1            |              |              |  |  |        |        |        |        |
|  |                  |                  | A1               | Canada           | 2   | 2          |              |              |              |              |  |  |        |        |        |        |
|  | A1               | Canada           | A1               | Canada           | 2   | 2          |              |              |              |              |  |  |        |        |        |        |
|  | A1               | Canada           |                  |                  |     |            |              |              |              |              |  |  |        |        |        |        |
|  |                  |                  |                  |                  |     |            |              |              |              |              |  |  |        |        |        |        |
|  |                  |                  |                  |                  |     |            |              |              |              |              |  |  |        |        |        |        |
|  |                  |                  |                  |                  |     |            |              |              |              |              |  |  |        |        |        |        |

#### Quarts de finale
| 2 janvier 2007 | Suède | 5-1 | Tchéquie | Ejendals Arena |

| Feuille de match | Feuille de match                                                                          | Feuille de match | Feuille de match      | Feuille de match |
| ---------------- | ----------------------------------------------------------------------------------------- | ---------------- | --------------------- | ---------------- |
|                  | M. Isaksson 01:18 A. Sundström 13:09 L. Omark 29:02 M. Johansson 32:17 M. Johansson 53:11 |                  | V. Sobotka 18:27 (AN) |                  |
|                  |                                                                                           |                  |                       |                  |
|                  |                                                                                           |                  |                       |                  |
|                  |                                                                                           |                  |                       |                  |

| 2 janvier 2007 | Finlande | 3-6 | États-Unis | FM Mattsson Arena |

| Feuille de match | Feuille de match                                    | Feuille de match | Feuille de match | Feuille de match |
| ---------------- | --------------------------------------------------- | ---------------- | --- | ---------------- |
|                  | J. Joensuu 26:38 O. Osala 30:01 O. Osala 41:38 (AN) |                  | E. Johnson 11:28 P. Kane 22:11 J. Skille 40:23 (AN) P. Mueller 47:53 (AN) T. Lewis 49:00 (AN) J. Johnson 59:40 (AN) |                  |
|                  |                                                     |                  | |                  |
|                  |                                                     |                  | |                  |
|                  |                                                     |                  | |                  |

#### Demi-finales
| 3 janvier 2007 | Canada | 2-1 (TB) | États-Unis | FM Mattsson Arena |

| Feuille de match | Feuille de match                          | Feuille de match | Feuille de match      | Feuille de match |
| ---------------- | ----------------------------------------- | ---------------- | --------------------- | ---------------- |
|                  | L. Bourdon 52:19 (AN) J. Toews 70:00 (TF) |                  | T. Chorney 25:04 (AN) |                  |
|                  |                                           |                  |                       |                  |
|                  |                                           |                  |                       |                  |
|                  |                                           |                  |                       |                  |

| 3 janvier 2007 | Russie | 4-2 | Suède | Ejendals Arena |

| Feuille de match | Feuille de match                                                                  | Feuille de match | Feuille de match                               | Feuille de match |
| ---------------- | --------------------------------------------------------------------------------- | ---------------- | ---------------------------------------------- | ---------------- |
|                  | I. Makarov 16:49 A. Tcherepanov 18:18 (AN) A. Anissimov 34:16 A. Vassiounov 43:46 |                  | J. Junland 9:00 (AN) N. Hjalmarsson 50:54 (AN) |                  |
|                  |                                                                                   |                  |                                                |                  |
|                  |                                                                                   |                  |                                                |                  |
|                  |                                                                                   |                  |                                                |                  |

#### Match pour la5eplace
| 4 janvier, 2007 | Tchéquie | 6-2 | Finlande | Ejendals Arena |

| Feuille de match | Feuille de match                                                                                                 | Feuille de match | Feuille de match                              | Feuille de match |
| ---------------- | --- | ---------------- | --------------------------------------------- | ---------------- |
|                  | M. Frolik 09:56 M. Frolik 13:23 (AN) M. Hanzal 22:43 (AN) M. Frolik 26:25 V. Sobotka 38:42 T. Kudelka 49:34 (AN) |                  | P. Lindgren 17:22 (AN) M. Lehtonen 38:05 (AN) |                  |
|                  | |                  |                                               |                  |
|                  | |                  |                                               |                  |
|                  | |                  |                                               |                  |

#### Match pour la médaille de bronze
| 5 janvier 2007 | Suède | 1-2 | États-Unis | Ejendals Arena |

| Feuille de match | Feuille de match    | Feuille de match | Feuille de match               | Feuille de match |
| ---------------- | ------------------- | ---------------- | ------------------------------ | ---------------- |
|                  | P. Zackrisson 29:00 |                  | P. Kane 19:55 E. Johnson 32:34 |                  |
|                  |                     |                  |                                |                  |
|                  |                     |                  |                                |                  |
|                  |                     |                  |                                |                  |

#### Finale
| 5 janvier 2007 | Russie | 2-4 | Canada | Ejendals Arena |

| Feuille de match | Feuille de match                                  | Feuille de match | Feuille de match                                                             | Feuille de match |
| ---------------- | ------------------------------------------------- | ---------------- | ---------------------------------------------------------------------------- | ---------------- |
|                  | P. Valentenko 31:27 (AN) G. Tchourilov 39:24 (AN) |                  | A. Cogliano 15:35 B. Little 17:29 (AN) J. Toews 18:02 (AN) B. Marchand 26:00 |                  |
|                  |                                                   |                  |                                                                              |                  |
|                  |                                                   |                  |                                                                              |                  |
|                  |                                                   |                  |                                                                              |                  |

#### Classement final
| Place | Équipe      |
| ----- | ----------- |
| 1     | Canada      |
| 2     | Russie      |
| 3     | États-Unis  |
| 4     | Suède       |
| 5     | Tchéquie    |
| 6     | Finlande    |
| 7     | Suisse      |
| 8     | Slovaquie   |
| 9     | Allemagne   |
| 10    | Biélorussie |

#### Meilleurs joueurs du tournoi

##### Meilleurs pointeurs
Note: PJ = Parties jouées, B= Buts, A = Aides, Pts = Points, Pun= Minutes de pénalités
| Joueur               | Pays       | PJ | B | A | Pts | +/- | Pun |
| -------------------- | ---------- | -- | - | - | --- | --- | --- |
| Erik Johnson         | États-Unis | 7  | 4 | 6 | 10  | +3  | 16  |
| Mikko Lehtonen       | Finlande   | 6  | 4 | 6 | 10  | +1  | 0   |
| Perttu Lindgren      | Finlande   | 6  | 2 | 8 | 10  | +1  | 8   |
| Patrick Kane         | États-Unis | 7  | 5 | 4 | 9   | +2  | 4   |
| Alekseï Tcherepanov  | Russie     | 6  | 5 | 3 | 8   | +2  | 2   |
| Felix Schütz         | Allemagne  | 6  | 5 | 3 | 8   | +2  | 8   |
| Vladimir Sobotka     | Tchéquie   | 6  | 4 | 4 | 8   | +2  | 12  |
| Aleksandr Boumaguine | Russie     | 6  | 2 | 6 | 8   | +1  | 16  |
| Jonathan Toews       | Canada     | 6  | 4 | 3 | 7   | +1  | 12  |

##### Meilleursgardiens
Les gardiens cités ci-dessous ont joué au minimum de 60 minutes.
Note: Voir la page statistiques des gardiens pour l'explication des sigles.
| Joueur           | Pays       | Min    | BC | %ARR    | MOY  | BL |
| ---------------- | ---------- | ------ | -- | ------- | ---- | -- |
| Carey Price      | Canada     | 370    | 7  | 96,09 % | 1,14 | 2  |
| Semion Varlamov  | Russie     | 358:12 | 9  | 93,38 % | 1,51 | 2  |
| Jeff Frazee      | États-Unis | 313:16 | 9  | 93,88 % | 1,72 | 0  |
| Joel Gistedt     | Suède      | 275:34 | 9  | 91,18 % | 1,96 | 0  |
| Branislav Konrad | Slovaquie  | 269:59 | 11 | 90,60 % | 2,44 | 1  |

#### Honneurs et distinctions
- Meilleur joueur du tournoi :  Carey Price
- Équipe des meilleurs joueurs du tournoi :
  - Gardien de but :  Carey Price
  - Défenseurs :  Erik Johnson,  Kristopher Letang
  - Attaquants :  Alekseï Tcherepanov,  Patrick Kane,  Jonathan Toews

En gras sont notés les meilleurs joueurs selon la Fédération internationale de hockey sur glace

## Division I
Les équipes suivantes ont pris part au tournoi à la ronde de la Division I, qui fut tenu du 11 17 décembre 2006. Le Groupe A joua ses matchs dans la ville d'Odense au Danemark. Le Groupe B joua ses matchs dans la ville de Torre Pellice en Italie.

### Groupe A
Nota: PJ : parties jouées, V : victoires, D : défaites, VP : victoires après prolongation, DP : défaites après prolongation BP : buts pour, BC : buts contre, Pts : Points
| Équipe   | PJ | V | D | VP | DP | BP | BC | Pts |
| -------- | -- | - | - | -- | -- | -- | -- | --- |
| Danemark | 5  | 4 | 1 | 0  | 0  | 23 | 11 | 12  |
| Ukraine  | 5  | 4 | 1 | 0  | 0  | 29 | 13 | 12  |
| Lettonie | 5  | 4 | 1 | 0  | 0  | 15 | 9  | 12  |
| Pologne  | 5  | 2 | 3 | 0  | 0  | 14 | 21 | 6   |
| Slovénie | 5  | 1 | 4 | 0  | 0  | 12 | 19 | 3   |
| Estonie  | 5  | 0 | 5 | 0  | 0  | 5  | 25 | 0   |

Toutes les heures sont indiquées en heures locales (UTC +1)
| 11 décembre 2006 | Estonie | 0-6 | Lettonie |  |

| 11 décembre 2006 | Ukraine | 2-1 | Slovénie |  |

| 11 décembre 2006 | Pologne | 1-4 | Danemark |  |

| 12 décembre 2006 | Slovénie | 4-1 | Estonie |  |

| 12 décembre 2006 | Lettonie | 7-2 | Pologne |  |

| 12 décembre 2006 | Danemark | 4-2 | Ukraine |  |

| 14 décembre 2006 | Estonie | 3-6 | Pologne |  |

| 14 décembre 2006 | Lettonie | 4-5 | Ukraine |  |

| 14 décembre 2006 | Danemark | 4-2 | Slovénie |  |

| 15 décembre 2006 | Pologne | 0-4 | Ukraine |  |

| 15 décembre 2006 | Slovénie | 2-7 | Lettonie |  |

| 15 décembre 2006 | Danemark | 7-1 | Estonie |  |

| 17 décembre 2006 | Slovénie | 3-5 | Pologne |  |

| 17 décembre 2006 | Ukraine | 2-0 | Estonie |  |

| 17 décembre 2006 | Lettonie | 5-4 | Danemark |  |

Le Danemark est promu en Poule A et l'Estonie est reléguée en Division II pour le championnat du monde 2008.

### Groupe B
Nota: PJ : parties jouées, V : victoires, D : défaites, VP : victoires après prolongation, DP : défaites après prolongation BP : buts pour, BC : buts contre, Pts : Points
| Équipe      | PJ | V | D | VP | DP | BP | BC | Pts |
| ----------- | -- | - | - | -- | -- | -- | -- | --- |
| Kazakhstan  | 5  | 3 | 1 | 1  | 0  | 14 | 9  | 11  |
| Autriche    | 5  | 3 | 1 | 0  | 1  | 18 | 15 | 10  |
| Royaume-Uni | 5  | 3 | 2 | 0  | 0  | 15 | 13 | 9   |
| France      | 5  | 2 | 2 | 0  | 1  | 15 | 17 | 7   |
| Norvège     | 5  | 1 | 3 | 1  | 0  | 15 | 14 | 5   |
| Italie      | 5  | 1 | 4 | 0  | 0  | 8  | 17 | 3   |

Toutes les heures sont indiquées en heures locales (UTC +1)
| 11 décembre 2006 | France | 1-4 | Kazakhstan |  |

| 11 décembre 2006 | Royaume-Uni | 4-3 | Norvège |  |

| 11 décembre 2006 | Autriche | 5-1 | Italie |  |

| 12 décembre 2006 | Norvège | 4-3 (P) | France |  |

| 12 décembre 2006 | Kazakhstan | 3-2 (P) | Autriche |  |

| 12 décembre 2006 | Italie | 3-1 | Royaume-Uni |  |

| 14 décembre 2006 | Norvège | 2-3 | Autriche |  |

| 14 décembre 2006 | Royaume-Uni | 4-2 | France |  |

| 14 décembre 2006 | Kazakhstan | 4-1 | Italie |  |

| 15 décembre 2006 | France | 6-3 | Autriche |  |

| 15 décembre 2006 | Kazakhstan | 0-3 | Royaume-Uni |  |

| 15 décembre 2006 | Italie | 1-4 | Norvège |  |

| 17 décembre 2006 | Autriche | 5-3 | Royaume-Uni |  |

| 17 décembre 2006 | Norvège | 2-3 | Kazakhstan |  |

| 17 décembre, 2006 | Italie | 2-3 | France |  |

Le Kazakhstan est promu en Poule A et l'Italie est reléguée en Division II pour le championnat du monde 2008.

## Division II
Les équipes suivantes prirent part au tournoi à la ronde de la Division II. Le Groupe A joua ses matchs dans la ville de  Miercurea-Ciuc, en Roumanie du 11 décembre 2006 au 17 décembre 2006. Le Groupe B joua ses matchs dans la ville d'Elektrėnai, en Lituanie du 10 décembre 2006 au 16 décembre 2006 :

### Groupe A
Nota: PJ : parties jouées, V : victoires, D : défaites, VP : victoires après prolongation, DP : défaites après prolongation BP : buts pour, BC : buts contre, Pts : Points
| Équipe    | PJ | V | D | VP | DP | BP | BC | PTS |
| --------- | -- | - | - | -- | -- | -- | -- | --- |
| Hongrie   | 5  | 5 | 0 | 0  | 0  | 52 | 12 | 15  |
| Roumanie  | 5  | 3 | 1 | 1  | 0  | 23 | 13 | 11  |
| Croatie   | 5  | 3 | 1 | 0  | 1  | 23 | 16 | 10  |
| Espagne   | 5  | 2 | 3 | 0  | 0  | 16 | 30 | 6   |
| Islande   | 5  | 1 | 4 | 0  | 0  | 13 | 35 | 3   |
| Australie | 5  | 0 | 5 | 0  | 0  | 11 | 32 | 0   |

Tous les temps sont indiqués en heures locales (UTC +1)
| 11 décembre, 2006 | Croatie | 6-1 | Australie |  |

| 11 décembre, 2006 | Islande | 3-4 | Espagne |  |

| 11 décembre, 2006 | Roumanie | 2-8 | Hongrie |  |

| 12 décembre, 2006 | Australie | 1-3 | Islande |  |

| 12 décembre, 2006 | Hongrie | 12-4 | Espagne |  |

| 12 décembre, 2006 | Croatie | 3-4 (P) | Roumanie |  |

| 14 décembre, 2006 | Hongrie | 11-5 | Australie |  |

| 14 décembre, 2006 | Croatie | 8-6 | Islande |  |

| 14 décembre, 2006 | Roumanie | 6-1 | Espagne |  |

| 15 décembre, 2006 | Islande | 1-17 | Hongrie |  |

| 15 décembre, 2006 | Espagne | 1-6 | Croatie |  |

| 15 décembre, 2006 | Australie | 1-6 | Roumanie |  |

| 17 décembre, 2006 | Espagne | 6-3 | Australie |  |

| 17 décembre, 2006 | Hongrie | 4-0 | Croatie |  |

| 17 décembre, 2006 | Roumanie | 5-0 | Islande |  |

 Hongrie est promu à la Division I et  Australie est relégué à la Division III pour le championnat du monde 2008.

### Groupe B
Nota: PJ : parties jouées, V : victoires, D : défaites, VP : victoires après prolongation, DP : défaites après prolongation BP : buts pour, BC : buts contre, Pts : Points
Nota:  La  Serbie a été attitrée au tournoi à la ronde à la place de la  Serbie-et-Monténégro.
| Équipe       | PJ | V | D | VP | DP | BP | BC | PTS |
| ------------ | -- | - | - | -- | -- | -- | -- | --- |
| Lituanie     | 5  | 4 | 0 | 1  | 0  | 30 | 7  | 14  |
| Pays-Bas     | 5  | 3 | 0 | 0  | 2  | 30 | 13 | 10  |
| Japon        | 5  | 2 | 1 | 2  | 0  | 31 | 14 | 8   |
| Corée du Sud | 5  | 1 | 3 | 0  | 1  | 13 | 18 | 4   |
| Mexique      | 5  | 1 | 3 | 0  | 0  | 7  | 37 | 3   |
| Serbie       | 5  | 1 | 4 | 0  | 0  | 12 | 34 | 0   |

Tous les temps sont indiqués en heures locales (UTC +1)
| 10 décembre, 2006 | Corée du Sud | 3-4 (P) | Japon |  |

| 10 décembre, 2006 | Pays-Bas | 9-1 | Mexique |  |

| 10 décembre, 2006 | Lituanie | 8-1 | Serbie |  |

| 11 décembre, 2006 | Pays-Bas | 5-2 | Corée du Sud |  |

| 11 décembre, 2006 | Japon | 8-1 | Serbie |  |

| 11 décembre, 2006 | Mexique | 0-9 | Lituanie |  |

| 13 décembre, 2006 | Japon | 11-1 | Mexique |  |

| 13 décembre, 2006 | Corée du Sud | 4-5 | Serbie |  |

| 13 décembre, 2006 | Pays-Bas | 3-4 (OT) | Lituanie |  |

| 14 décembre, 2006 | Mexique | 0-4 | Corée du Sud |  |

| 14 décembre, 2006 | Serbie | 1-8 | Pays-Bas |  |

| 14 décembre, 2006 | Lituanie | 5-3 | Japon |  |

| 16 décembre, 2006 | Serbie | 4-5 | Mexique |  |

| 16 décembre, 2006 | Corée du Sud | 0-4 | Lituanie |  |

| 16 décembre, 2006 | Japon | 5-4 (P) | Pays-Bas |  |

 Lituanie est promu à la Division I et  Serbie est relégué à la Division III pour le championnat du monde 2008.

## Division III
Les équipes suivantes prirent part à la compétition de la Division III de hockey sur glace lors d'un tournoi à la ronde qui fut présenté dans la ville d'Ankara, en Turquie du 8 janvier 2007 au 14 janvier 2007:
Nota
- Pour le classement: PJ : parties jouées, V : victoires, D : défaites, VP : victoires après prolongation, DP : défaites après prolongation BP : buts pour, BC : buts contre, Pts : Points
- Pour les matchs: OT : Prolongation, TF : tir de fusillade

| Équipe           | PJ | V | D | VP | DP | BP | BC | Pts |
| ---------------- | -- | - | - | -- | -- | -- | -- | --- |
| Chine            | 5  | 4 | 0 | 1  | 0  | 37 | 12 | 14  |
| Belgique         | 5  | 4 | 0 | 0  | 1  | 38 | 12 | 13  |
| Nouvelle-Zélande | 5  | 2 | 2 | 1  | 0  | 22 | 18 | 8   |
| Arménie          | 5  | 2 | 2 | 0  | 1  | 26 | 27 | 7   |
| Turquie          | 5  | 1 | 4 | 0  | 0  | 9  | 31 | 3   |
| Bulgarie         | 5  | 0 | 5 | 0  | 0  | 13 | 45 | 0   |

Tous les temps sont indiqués en heures locales (UTC +1)
| 8 janvier, 2007 | Nouvelle-Zélande | 6-5 (OT) | Arménie |  |

| 8 janvier, 2007 | Belgique | 9-1 | Bulgarie |  |

| 8 janvier, 2007 | Turquie | 0-6 | Chine |  |

| 9 janvier, 2007 | Chine | 15-3 | Bulgarie |  |

| 9 janvier, 2007 | Arménie | 4-7 | Belgique |  |

| 9 janvier, 2007 | Nouvelle-Zélande | 2-6 | Turquie |  |

| 11 janvier, 2007 | Chine | 7-4 | Arménie |  |

| 11 janvier, 2007 | Nouvelle-Zélande | 1-5 | Belgique |  |

| 11 janvier, 2007 | Turquie | 4-2 | Bulgarie |  |

| 12 janvier, 2007 | Arménie | 4-5 (OT) | Turquie |  |

| 12 janvier, 2007 | Bulgarie | 2-8 | Nouvelle-Zélande |  |

| 12 janvier, 2007 | Belgique | 4-2 | Chine |  |

| 14 janvier, 2007 | Bulgarie | 5-9 | Arménie |  |

| 14 janvier, 2007 | Turquie | 1-13 | Belgique |  |

| 14 janvier, 2007 | Chine | 4-1 | Nouvelle-Zélande |  |

La  Chine et la  Belgique joueront le Championnat du monde junior de hockey sur glace 2008 en division II.